# Hannover leuchtet

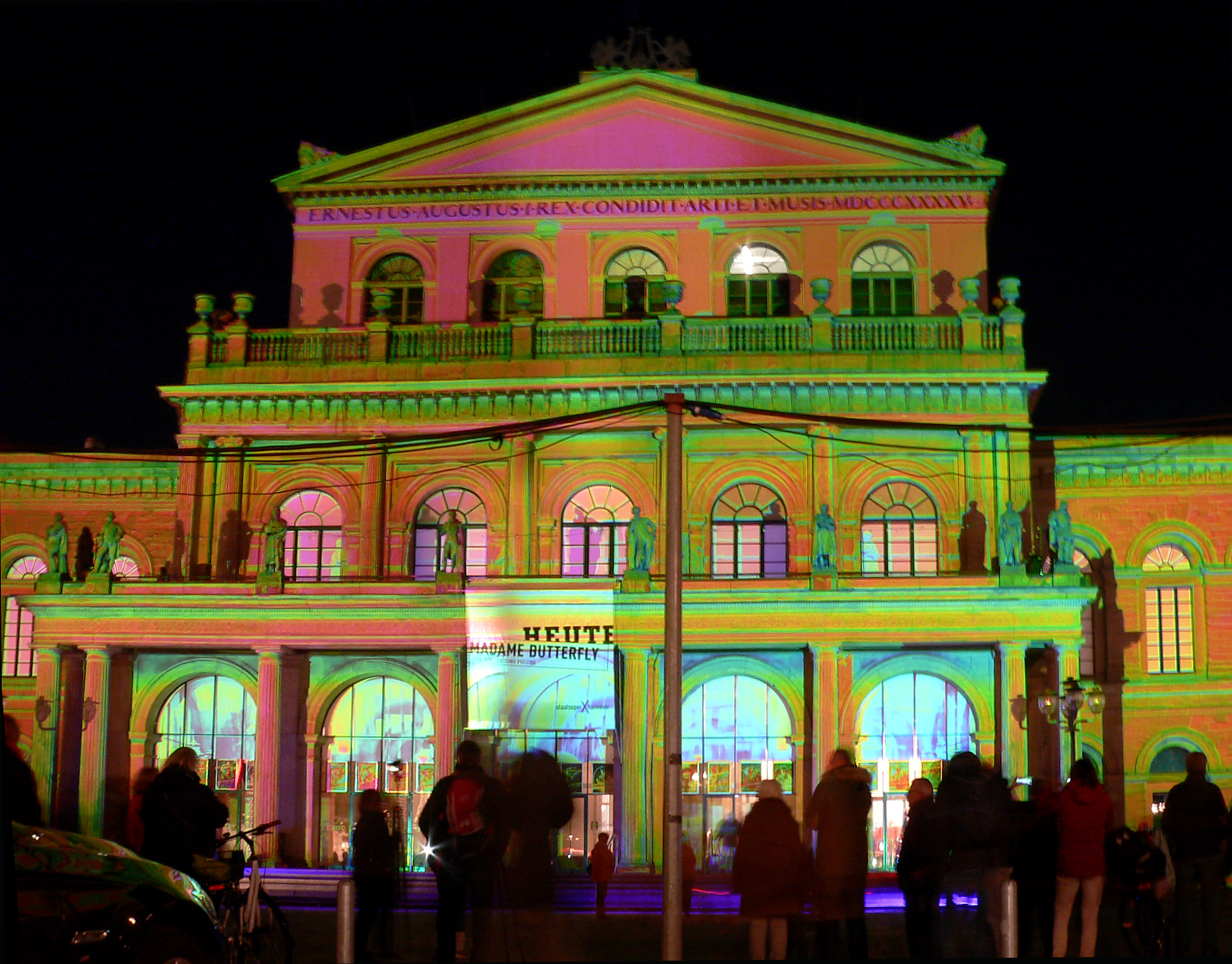
Opernhaus Hannover

Hannover leuchtet ist ein Lichtkunstfestival in Hannover, das erstmals im November 2018 an vier Abenden stattfand. Bei dem Festival werden verschiedene Gebäude, Wahrzeichen und Objekte an mehreren Abenden durch lichtkünstlerische Projektionen, Illuminationen und Videomapping in Szene gesetzt. Die Veranstaltung ist das erste Lichtkunstfestival der Stadt Hannover und das größte in Niedersachsen. Unterschiedlichen Angaben zufolge dienten als Vorbild das Festival of Lights in Berlin bzw. Berlin leuchtet.
Bei der erstmaligen Durchführung von Hannover leuchtet wurden 11 als Lichtpunkte bezeichnete Objekte künstlerisch beleuchtet. Dazu zählten das Landesfunkhaus Niedersachsen, die Basilika St. Clemens, die Marktkirche, die Aegidienkirche, die Kröpcke-Uhr, das Niedersächsische Landesmuseum, die  HDI-Arena, das Opernhaus Hannover, die Goseriede an der Nikolaikapelle, ein Doppeldeckerbus auf dem Opernplatz und eine „Lichtdusche“ am Maschsee. Mehrere Objekte waren zur Orientierung der Besucher durch Laserstrahlen optisch miteinander verbunden.
Das Lichtfestival wurde von einem Unternehmen für Lichttechnik aus Garbsen geplant und gemeinsam mit Lichtkünstlern umgesetzt. Die Finanzierung erfolgte durch Spenden und Sponsoren, deren Gebäude illuminiert wurden. Ein Teil der Einnahmen ging an Hilfsprojekte in der Region Hannover, wie die HAZ-Weihnachtshilfe.
Beim ersten Lichtkunstfestival 2018 wurde die Besucherzahl auf bis zu 80.000 Personen geschätzt. Für den November 2019 war eine weitere Veranstaltung geplant, bei der noch mehr Gebäude einbezogen werden sollten. Aus finanziellen Gründen verschoben die Veranstalter das Lichtkunstfestival jedoch auf das Jahr 2020.

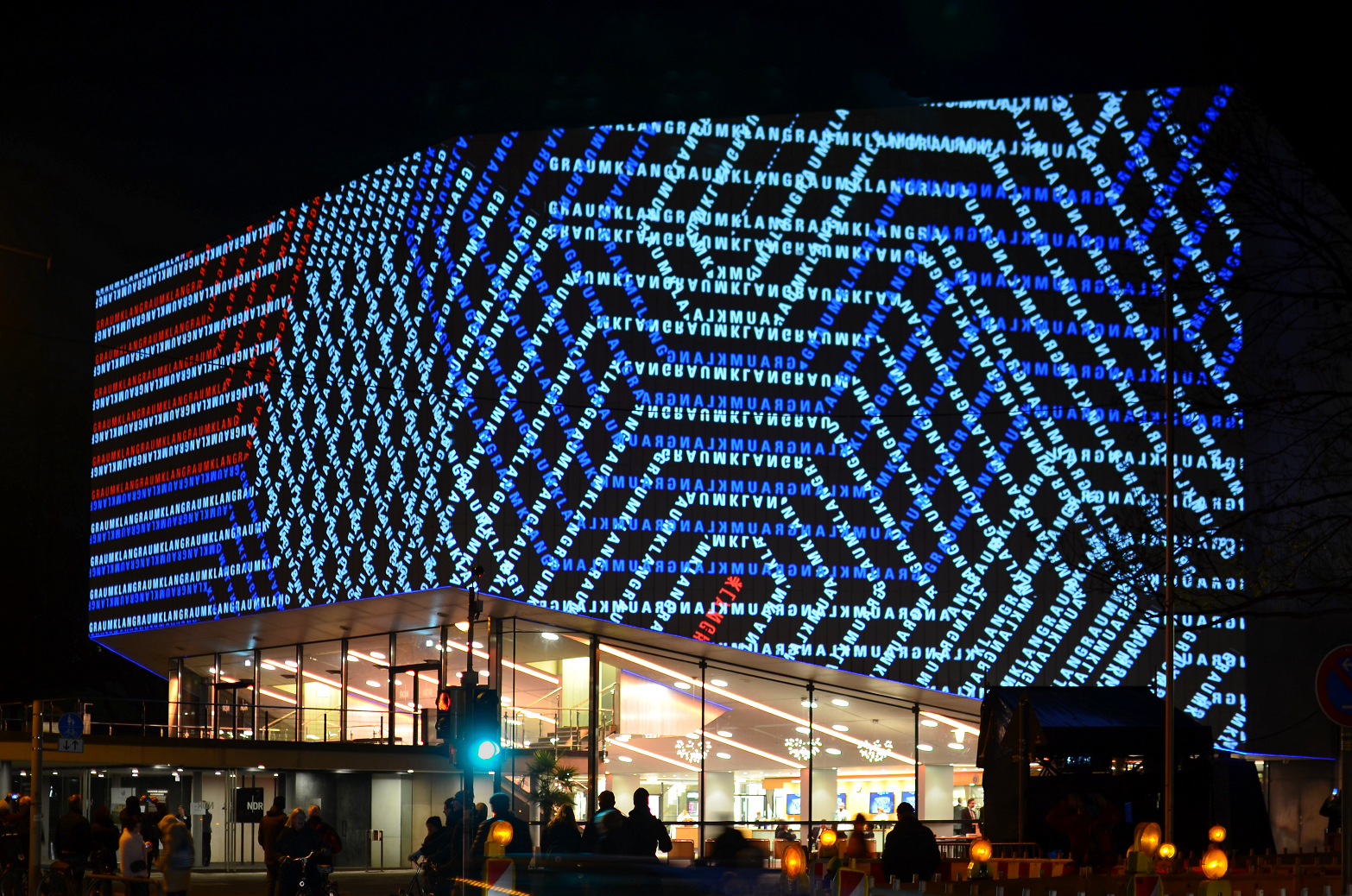
Landesfunkhaus Niedersachsen
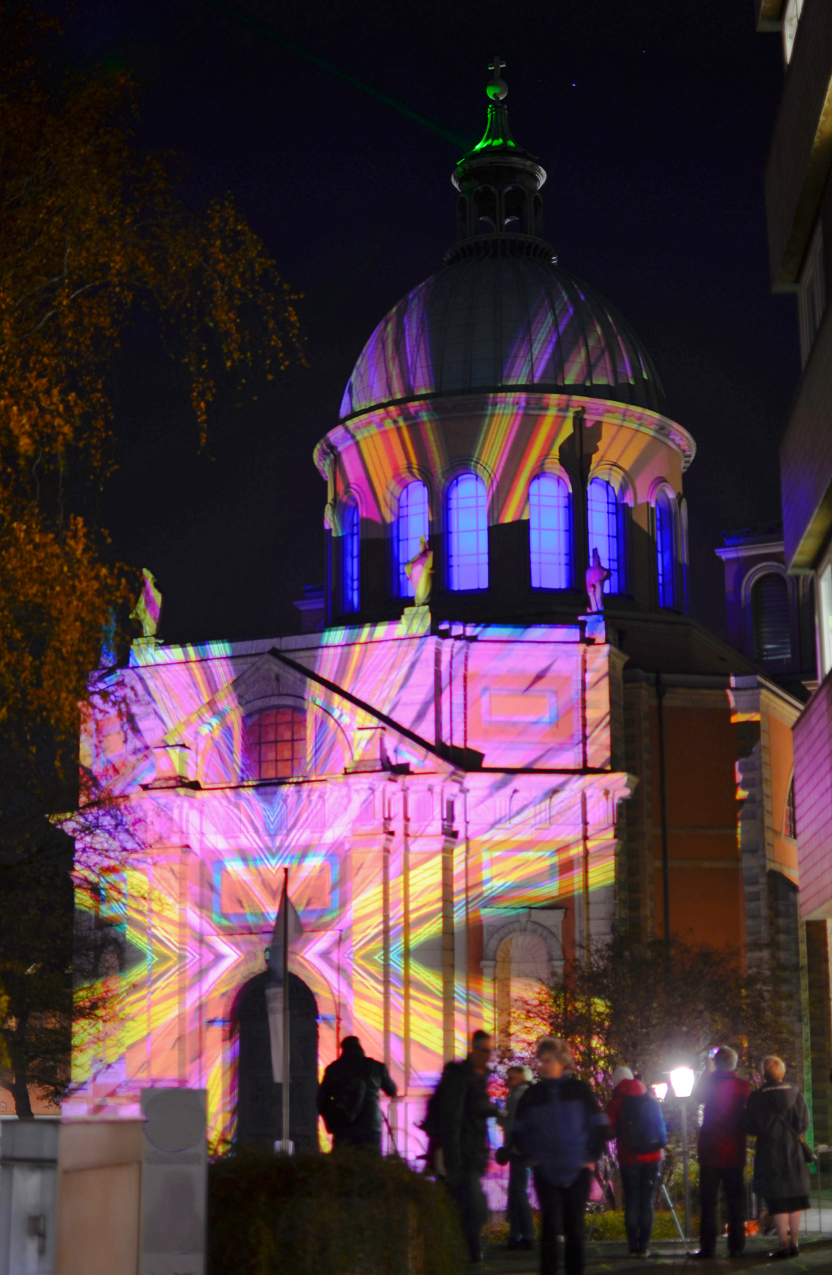
St.-Clemens-Kirche
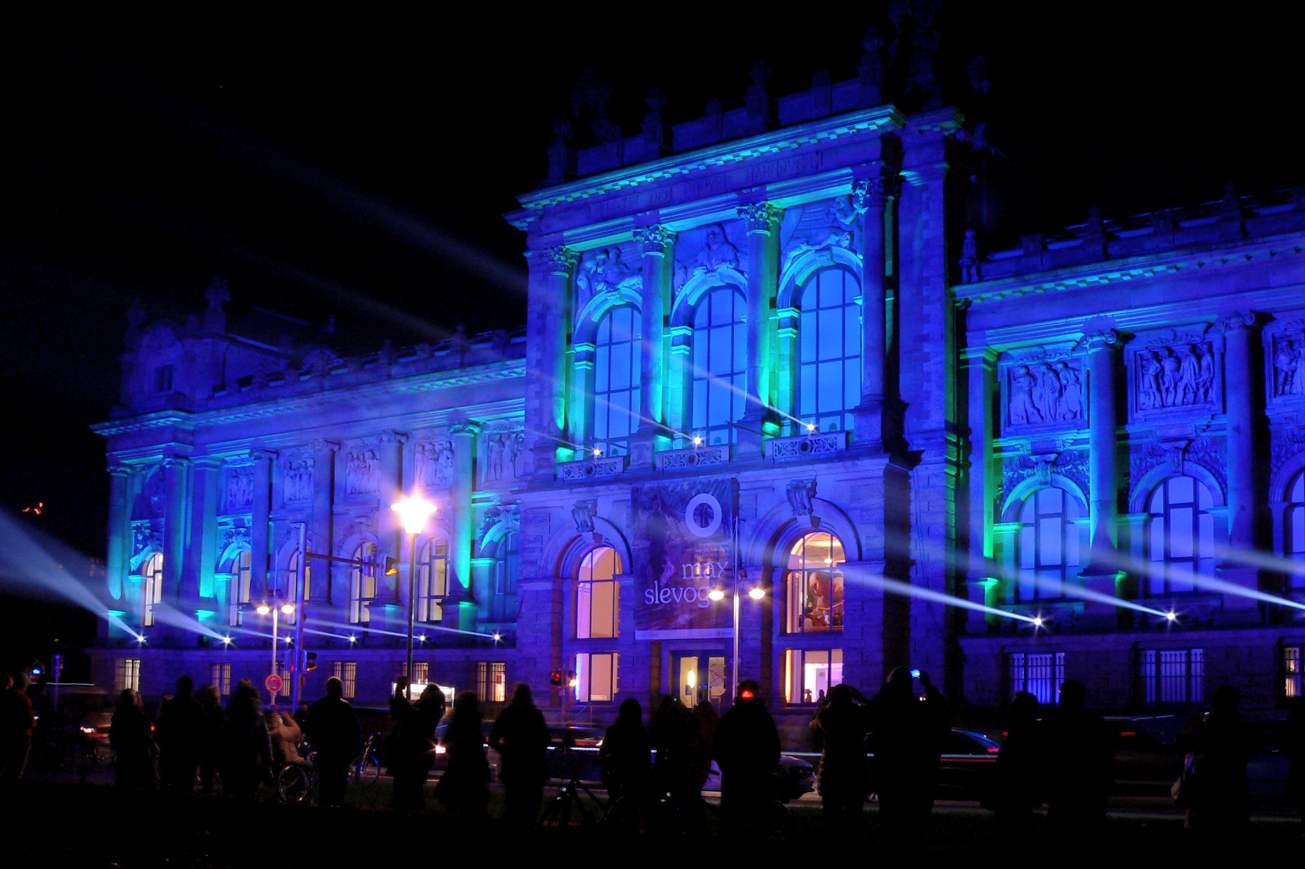
Niedersächsisches Landesmuseum
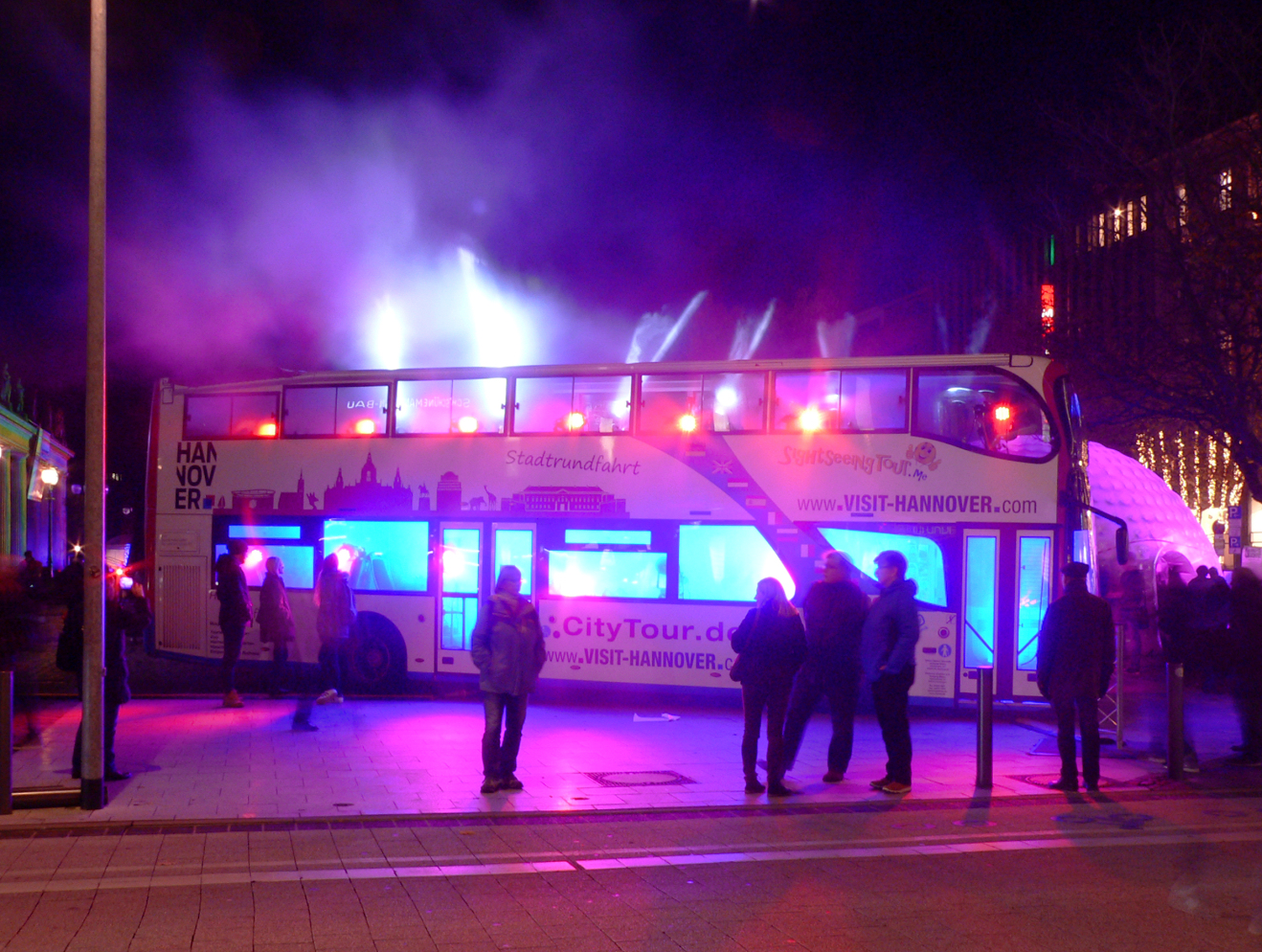
Beleuchteter Bus